# Franz Unger (poslanec)
Franz Unger (28. března 1818 Horní Slavkov – 9. února 1896 Bečov nad Teplou) byl rakouský politik německé národnosti z Čech, poslanec Českého zemského sněmu.

## Biografie
Působil jako ředitel panství Bečov nad Teplou. Je uváděn jako ředitel statku v Bečově. Byl administrátorem místního panství rodu Beaufortů. Získal rytířský Řád Františka Josefa.
V 70. letech se zapojil i do vysoké politiky. V zemských volbách v roce 1878 byl zvolen na Český zemský sněm, kde zastupoval kurii městskou, obvod Loket, Slavkov, Schönfeld, Bečov, Sangerberg. Patřil k tzv. Ústavní straně, liberálně a centralisticky orientovaná, odmítající federalistické aspirace neněmeckých etnik.
Zemřel v únoru 1896 ve věku 78 let. Příčinou úmrtí byla cholelitiáza.